# 布赖恩·海因斯
布赖恩·海因斯（英語：Bryan Hines，1896年5月14日—1964年9月10日），美国男子摔跤运动员。他曾代表美国参加1924年夏季奥林匹克运动会摔跤比赛，获得男子自由式雏量级铜牌。